# Ilúvatar
Ilúvatar (Vader van Allen) of Eru (vertaald vanuit het Quenya: De Ene, Hij die alleen is) is de schepper in de mythologie van de wereld die J.R.R. Tolkien creëerde.

## Schepping
Vanuit de gedachten van Ilúvatar kwamen de Ainur voort. Ilúvatar instrueerde de Ainur in het maken van muziek. Hij liet de Ainur een groot muziekstuk, de Ainulindalë, uitvoeren op thema's die hij had aangegeven. Daarna toonde hij de Ainur een visioen van Arda gebaseerd op de muziek die ze hadden gemaakt. Vervolgens gaf hij Arda een plaats in de tijd en de ruimte, Eä. De Ainur die dat wilden daalden af naar deze plaats om Arda daadwerkelijk te maken en te regeren. Er waren 2 soorten Ainur: de Valar en de Maiar. De eerste soort, de Valar, waren machtiger en met relatief weinig. De mindere Ainur, de Maiar, zijn hun dienaren.

## De kinderen van Ilúvatar
In de Ainulindalë is het verloop van de geschiedenis vastgelegd. De Ainur weten dan ook veel van wat was, wat is en wat zal komen, maar niet alles. Tijdens de uitvoering van de Ainulindalë voegde Ilúvatar nieuwe thema's toe die onbekend waren voor de Ainur. Zo zijn er ook in de geschiedenis gebeurtenissen die buiten de Ainur om gaan, met name het verschijnen van de kinderen van Ilúvatar. Dat zijn dan in eerste instantie de elfen en vervolgens de mensen.
Hij schonk tevens zelfstandigheid aan de dwergen van Aulë en kreeg zo behalve de 'kinderen van zijn keuze' ook de 'kinderen van zijn adoptie'.

## Religie in Midden-Aarde
In Midden-Aarde is er geen twijfel dat Ilúvatar/Eru de wereld heeft geschapen. Maar ook is er nergens iets te merken van een officiële religie. Er zijn geen kerken of priesters.
Tolkien zelf verklaarde dat de religie in Midden-Aarde niet de vorm had van aanbidding.
Toch zijn er in Midden-Aarde sporen van religie te vinden.
Op Númenor was wel enige religie. Zo werd de top van de hoogste berg, de Meneltarma, de Pilaar van de Hemel genoemd en deze was aan Eru gewijd. Maar er stond hier geen tempel, altaar of steen als symbool. Wel kwam de koning hier drie keer per jaar om Eru aan te roepen. Dit gebeurde tijdens de Erukyermë, de eerste dag van de lente, tijdens de Erulaitalë op midzomer en tijdens de Eruthanalë op het eind van de herfst. Op deze dagen werd de koning vergezeld van een grote menigte die in het wit gekleed ging, maar men volgde de koning in stilte. Buiten deze drie officiële dagen kwamen er wel individuele Númenoreanen naar de top van de Meneltarma voor bezinning.
Bij de komst van Sauron naar Númenor wist deze de koning zo te beïnvloeden dat deze overging tot de aanbidding van Morgoth. En nu werden er wel altaars opgericht en mensenoffers gebracht.
Na de val van Númenor hadden de Dunedain wel iets van aanbidding voor Eru meegenomen naar Midden-Aarde. Buiten Minas Tirith was er een heilige plaats op de berg Mindolluin waar alleen de koningen plachten te komen. Hier vond Aragorn na zijn kroning een nieuwe loot van de Witte Boom.
Wat het meest op aandacht voor religie lijkt komt even aan de orde als Frodo en Sam bij Faramir zijn in Ithilien. Voor het eten keren Faramir en zijn mannen zich naar het westen en zwijgen enige tijd. “'Zo doen wij altijd', zei hij toen hij ging zitten: 'we kijken naar Númenor dat geweest is, en naar de Elfenwoon die daarachter is en naar wat achter de Elfenwoon ligt en nog komen zal.'”
Elders in Midden-Aarde had religie vooral een persoonlijk karakter. De Elfen riepen vooral de Vala Varda of Elbereth aan, die zij eerden boven allen omdat zij de sterren had gecreëerd die de Elfen zagen bij hun ontwaken. In tijden van nood riepen de Elfen ook Elbereth aan, net als Frodo deed toen hij op Weertop werd aangevallen door de Zwarte Ruiters, en zoals Sam deed bij zijn gevecht met Shelob. Bij de ontmoeting van de Hobbits met Gildor en de Elfen in de Gouw zongen deze een lied ter ere van Elbereth.
De Valar worden vaker aangeroepen, zoals Mablung deed in Ithilien bij de aanval van de Mumakil.
Natuurlijk is het niet vreemd dat de Elfen de Valar aanroepen. Tenslotte weten zij nog hoe de Valar destijds Midden-Aarde te hulp kwamen tegen Morgoth.

## Ingrijpen
Eru zelf grijpt een paar keer direct in. Het bekendste is de keer dat de Númenoreanen met een vloot Aman aanvallen. Als zij voet aan wal zetten van het gezegende rijk leggen de Valar hun regentschap neer. Eru vernietigt het leger van Númenor en bedelft het onder een berg, terwijl Númenor zelf in de oceaan verzinkt en de vorm van de wereld veranderd wordt, zodat het verre westen definitief buiten het bereik van stervelingen komt.
Gandalf en de tovenaars waren door de Valar naar Midden-Aarde gestuurd. Maar toen Gandalf faalde en viel in Moria, lag het niet in de macht van de Valar om hem terug te sturen. Dat gebeurde door ingrijpen van Eru zelf.
Verder zijn er in In de Ban van de Ring veel verwijzingen naar een indirect ingrijpen. Het is niet bij toeval dat Bilbo de Ring vindt, het is geen toeval dat op het juiste moment de juiste mensen in Rivendel zijn voor de Raad van Elrond. Boromir is daar zelfs direct naartoe gestuurd door de dromen van zijn broer Faramir. Veel is er daarom gefilosofeerd over het noodlot en de vrije wil in het werk van Tolkien.